# 익산 태봉사 삼존석불
익산 태봉사 삼존석불(益山 胎峰寺 三尊石佛)은 대한민국 전북특별자치도 익산시 삼기면에 있는 삼존석불이다.
1971년 12월 2일 전라북도의 유형문화재 제12호로 지정되었다.

## 개요
사찰의 창건에 대한 문헌자료는 전혀 알 수 없으나 태봉사 창건 주지의 생모인 청송심씨 묘연화가 3대 독자인 아들의 무병장수를 기원하는 산신기도 중 산신의 현몽으로 삼존불상(三尊佛像)을 발견하였고 이를 계기로 불당을 짓고 절을 세웠다고 전한다.
백제시대에 제작된 것으로 보이는 이 석불은 부채꼴의 거대한 한 장의 광배(光背)에 부조기법으로 새긴 삼존불상(三尊佛像)으로, 태봉산 동쪽 기슭에 파손된 채 방치되던 것을, 이곳에 태봉사를 건립하여 보존하고 있다.
세 부처를 새긴 삼존불상은 왼쪽의 정병을 들고 합장한 모습의 보살과 오른쪽의 연꽃가지를 들고 있는 동자승 형태의 보살이 좌우에 서서 본존불을 모시고 있는 모습이다. 사각형 대좌 위에 책상다리(결가부좌)를 하고 앉아있는 본존불은 왼손은 내려 배에 대고 오른손은 들어 가슴에 댄 특이한 손 모양을 하고 있으며, 단정한 인상을 준다.

## 참고 자료
- 태봉사삼존석불 - 국가유산청 국가유산포털